# Окрос (провинция)
Окрос (исп. Provincia de Ocros) — одна из 20 провинций перуанского региона Анкаш. Площадь составляет 1945 км². Население по данным на 2007 год — 9196 человек. Плотность населения — 4,73 чел/км². Столица — одноимённый город.

## История
Провинция была создана 19 июня 1990 года.

## География и климат
Расположена в южной части региона. Граничит с провинцией Болоньеси (на севере) и с регионом Лима (на юге).
Климат характеризуется как умеренный климат андского региона. Сезон дождей продолжается с конца декабря по конец апреля; сухой сезон — с июня по август.

## Экономика
Основу экономики представляет сельское хозяйство, представленное главным образом разведением крупного рогатого скота; выращиваются: кукуруза, картофель, фасоль, перец чили, фрукты, оливки и др. культуры.

## Административное деление
В административном отношении делится на 10 районов:
- Акас
- Кахамаркилья
- Каруапампа
- Кочас
- Конгас
- Льипа
- Окрос
- Сан-Кристобаль-де-Рахан
- Сан-Педро
- Сантьяго-де-Чилкас